# Беспятовский сельский округ
Беспятовский сельский округ — упразднённая административно-территориальная единица, существовавшая на территории Зарайского района Московской области в 1994—1997 годах.
Беспятовский сельсовет был образован в первые годы советской власти. До 1929 года он входил в состав Зарайской волости Зарайского уезда Рязанской губернии.
В 1929 году Беспятовский с/с был отнесён к Зарайскому району Коломенского округа Московской области.
14 июня 1954 года к Беспятовскому с/с были присоединены Мишинский и Староподгородненский сельсоветы.
22 июня 1954 года из Беспятовского с/с в Ильицинский с/с были переданы селения Ерново, Кобзево и Столпово.
21 мая 1959 года из Беспятовского с/с в черту города Зарайска был передан посёлок Зарайской ремонтно-технической станции.
1 февраля 1963 года Зарайский район был упразднён и Беспятовский с/с вошёл в Коломенский сельский район. 11 января 1965 года Беспятовский с/с был передан в восстановленный Зарайский район.
10 сентября 1968 года из Новосёлковского с/с в Беспятовский были переданы селения Борисово-Околицы, Верхнее Вельяминово, Замятино, Козловка и Нижнее Вельяминово. Одновременно в Беспятовском с/с были упразднены селения Ларгино, Попцово и Соловкино.
25 октября 1984 года в Беспятовском с/с было упразднено селение Асаново.
3 февраля 1994 года Беспятовский с/с был преобразован в Беспятовский сельский округ.
25 июня 1997 года Беспятовский с/о был упразднён, а его территория объединена с Новосёлковским с/о в новый Гололобовский с/о.